# Norah Al Faiz
Norah Abdullah Al Faiz, scritto anche Noura Al Fayez (in arabo نورة بنت عبد الله الفايز‎?; Shaqraa, 1956), è una politica saudita, viceministra dell'educazione del suo paese, la prima donna a ricoprire una posizione a livello di gabinetto di governo in Arabia Saudita.

## Biografia
Norah Al Faiz è nata a Shaqraa nel 1956. Ha conseguito una laurea in sociologia presso l'Università Re Sa'ud di Riad nel 1979 e un master in Tecnologie didattiche presso l'Università statale dello Utah nel 1982.
Al Faiz è sposata e ha tre figli e due figlie. Ad aprile 2012, l'Università statale dello Utah le ha conferito una laurea honoris causa.
Nel 2009, è stata considerata come una dei 500 musulmani influenti dal centro per la comprensione musulmano-cristiana dell'Università di Georgetown.

## Carriera
Al ritorno in Arabia Saudita, Al Faiz ha lavorato come insegnante, diventando preside della sezione femminile delle scuole del regno del principe Alwaleed bin Talal.
Successivamente, è stato a capo del centro di tecnologia educativa del ministero dell'istruzione, lettrice universitaria e capo del consiglio di formazione dell'istituto amministrativo del ministero dal 1983 al 1988. Nel 1993 è diventata supervisore educativo del ministero per l'istruzione privata delle ragazze. È stata anche nominata direttrice generale della sezione femminile dell'Istituto di pubblica amministrazione nel 1993, ruolo che ha ricoperto fino al 2009. Inoltre, ha lavorato come professore associato nel dipartimento di tecniche educative dal 1989 al 1995 presso il College of Education, Università Re Sa'ud.
Al Faiz è stata nominata viceministra dell'istruzione responsabile degli affari delle donne nel febbraio 2009 ed è la prima donna a dirigere l'istruzione delle ragazze in Arabia Saudita. Ha detto che la sua nomina è "motivo di orgoglio per tutte le donne".

### Reazioni alla sua nomina
Il giornalista saudita Khalid Almeena ha dichiarato: "La gente è molto entusiasta di questa [sua nomina]". Il principe Talal considerava la sua nomina come parte di un più ampio processo di cambiamento, avviato dal re Abdullah anche prima della sua incoronazione, quando era ancora principe ereditario. Ha inoltre affermato che questa nomina era una buona notizia per gli uomini ancora più delle donne, ed era un invito alle donne a prendere il loro posto naturale nella società.
Anche Faisal bin Abdallah, ministro dell'Istruzione, ha accolto con favore la sua nomina a deputata. Ha detto che il ministero dell'istruzione saudita era orgoglioso di essere il primo ad avere una donna in un incarico ministeriale e che le donne aiutano gli uomini in numerose aree, inclusa l'istruzione.
Tuttavia, Ali Alyami ha sostenuto che la sua nomina era in gran parte una mossa per rendere inefficaci i riformatori democratici dentro e fuori dal Paese, con l'obiettivo di ridurre le critiche globali sulle politiche segregazioniste saudite e l'oppressione delle donne. Per lui, questa mossa rafforzava la posizione di re Abdullah nel paese. In breve, pensava che la sua nomina avesse portato a un impatto positivo di breve durata sulla psiche e sull'etica della società saudita, ma non durò a lungo.

## Visione politica
La sua intervista ad Al Watan sembrava supportare le opinioni di Ali Alyami. Quattro mesi dopo la sua nomina, nel giugno 2009, Norah Al Faiz ha detto che "il tempo era ancora troppo presto per [l'argomento]" dello sport per ragazze ". Poiché la sua foto è stata pubblicata sullo stesso quotidiano, mostrando il suo viso senza niqab, ha reagito affermando "La pubblicazione della mia foto mi ha sconvolto immensamente... È risaputo che sono una donna saudita di Najd, e quindi indosso un niqab. Non permetterò mai la pubblicazione della mia foto sui giornali e non accetterò che venga apposta da nessuna parte."